# Nastro d'argento

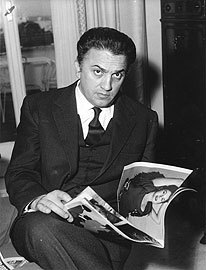
Federico Fellini won de Nastro d'argento voor beste regisseur in 1954, 1955, 1958, 1964, 1974, 1980 en 1984

De Nastro d'argento ("zilveren lint") is een Italiaanse filmprijs die sinds 1946 jaarlijks wordt uitgereikt. Na de Oscars is het de oudste filmprijs ter wereld. De Nastri worden uitgereikt door de Sindacato Nazionale dei Giornalisti Cinematografici Italiani, een organisatie van Italiaanse filmrecensenten.
Belangrijke categorieën zijn:
- Beste Europese film
- Beste niet-Europese film
- Beste regisseur
- Beste acteur
- Beste actrice
- Beste acteur in een bijrol
- Beste actrice in een bijrol
- Beste partituur

## Winnaars
Enkele veelvuldige winnaars zijn:
- Ennio Morricone (8 keer beste partituur; speciale prijs in 1999)
- Marcello Mastroianni (7 keer beste acteur; speciale prijs in 1997)
- Federico Fellini (7 keer beste regisseur)
- Mariangela Melato (5 keer beste actrice)
- Luchino Visconti (4 keer beste regisseur)

De Nastro d'argento europeo is een speciale Europese prijs gewonnen door onder anderen John Cleese (die de eerste Nastro Europeo won in 1989), Pedro Almodóvar (2002) en Barbora Bobulova (2006).
In 2009 wonnen onder andere Slumdog Millionaire (beste Europese film) en Clint Eastwoods film Gran Torino (beste niet-Europese film). Toni Servillo won de prijs voor beste acteur voor zijn rol als premier Giulio Andreotti in Il divo. Deze film, die genomineerd was in 16 categorieën, won ook drie andere Nastro's, waaronder beste regisseur voor Paolo Sorrentino.